# Discographie de Blink-182
La discographie de Blink-182 comprend l'ensemble des enregistrements de Blink-182, groupe américain de pop punk formé en 1992. Cette discographie contient une douzaine d'albums dont six albums studio, dont ont été extraits une vingtaine de singles. L'album du groupe ayant eu le meilleur succès commercial est Take Off Your Pants and Jacket, sorti en 2001, qui se hisse à la première place des classements aux États-Unis, au Canada et en Allemagne, tandis que les chansons du groupe ayant reçu le meilleur accueil sont What's My Age Again?, All the Small Things, The Rock Show, Feeling This et I Miss You.

## Albums

### Albums studio
| Album                                                                                  | Date de sortie    | Format original           | Réalisateur artistique | ALL | AUS | CAN | É-U | FRA | IRL | JAP | N-Z | R-U | SUI |
| -------------------------------------------------------------------------------------- | ----------------- | ------------------------- | ---------------------- | --- | --- | --- | --- | --- | --- | --- | --- | --- | --- |
| Cheshire Cat                                                                           | 17 février 1995   | CD, cassette              | O                      | -   | -   | -   | -   | -   | -   | -   | 27  | 187 | -   |
| Dude Ranch                                                                             | 17 juin 1997      | CD, vinyle 12", cassette  | Mark Trombino (en)     | -   | 25  | -   | 67  | -   | -   | -   | -   | 100 | -   |
| Enema of the State                                                                     | 1er juin 1999     | CD, cassette              | Jerry Finn             | 18  | 4   | 7   | 9   | 60  | 31  | -   | 2   | 15  | 13  |
| Take Off Your Pants and Jacket                                                         | 12 juin 2001      | CD, vinyle 12", cassette  | Jerry Finn             | 1   | 2   | 1   | 1   | 13  | 10  | 31  | 10  | 4   | 4   |
| Blink-182                                                                              | 18 novembre 2003  | CD, cassette, numérique   | Jerry Finn             | 14  | 7   | 1   | 3   | 26  | 18  | 16  | 10  | 22  | 17  |
| Neighborhoods                                                                          | 27 septembre 2011 | CD, vinyle 12", numérique | Blink-182              | 6   | 2   | 2   | 2   | 33  | 12  | 10  | 3   | 6   | 11  |
| California                                                                             | 1 Juillet 2016    | CD, vinyle 12", numérique | Blink-182              | 3   | 2   | 1   | 1   | 5   | 4   | 1   | 3   | -   | -   |
| Nine                                                                                   | 20 septembre 2019 | CD, vinyle 12", numérique | Blink-182              | 4   | 4   | 5   | 3   | -   | 23  | -   | 21  | 6   | 13  |
| One More Time...                                                                       | 20 octobre 2023   | CD, vinyle 12", numérique | Blink-182              | 2   | 2   | 2   | 1   | -   | 3   | -   | 5   | 2   | 2   |
| "-" indique que l'album ne s'est pas classé ; sur fond jaune (1) ; sur fond bleu (2-5) |                   |                           |                        |     |     |     |     |     |     |     |     |     |     |

Le premier maxi de Blink-182 est un split avec le groupe Iconoclasts intitulé Short Bus. Pressé à 500 exemplaires, il sort le 3 avril 1995 et contient deux chansons de Cheshire Cat, Does My Breath Smell? et Wasting Time. La même année, entre les enregistrements de Cheshire Cat et de Dude Ranch, Blink-182 enregistre pour Cargo Music (en) six chansons. Trois d'entre elles sortent la même année sur They Came to Conquer... Uranus, le deuxième maxi du groupe. Il s'agit de plus du premier enregistrement du groupe sorti sous le nom Blink-182, après qu'un groupe irlandais de techno aussi prénommé Blink leur demande de changer de nom, à la suite de quoi le groupe ajoute sans raison particulière le nombre 182 à son nom. Sur les trois chansons, Waggy sera réenregistrée et placée sur Dude Ranch, tandis que Wrecked Him et Zulu seront ajoutées aux singles de Wasting Time et de Dick Lips, respectivement en 1996 et en 1998. En 2012, Blink-182 sort un troisième maxi, Dogs Eating Dogs, qui contient cinq chansons inédites. Le groupe sort ce maxi sans l'intervention d'un label et le produit avec une équipe minimaliste à l'aide du réalisateur Christopher Holmes en intégrant dans sa musique des éléments de musique électronique et de hip-hop, contrastant avec le son pop punk du groupe qui a fait son succès au début des années 2000,,. Malgré une promotion discrète, Dogs Eating Dogs parvient à se positionner dans les vingt-cinq premières places aux États-Unis et au Canada.
| Maxi                                                                                   | Date de sortie   | Format original  | Réalisateur artistique | ALL | AUS | CAN | É-U | FRA | IRL | JAP | N-Z | R-U | SUI |
| -------------------------------------------------------------------------------------- | ---------------- | ---------------- | ---------------------- | --- | --- | --- | --- | --- | --- | --- | --- | --- | --- |
| Short Bus                                                                              | 3 avril 1995     | Vinyle 7"        | O                      | -   | -   | -   | -   | -   | -   | -   | -   | -   | -   |
| They Came to Conquer... Uranus                                                         | Février 1996     | Vinyle 7"        | O                      | -   | -   | -   | -   | -   | -   | -   | -   | -   | -   |
| Dogs Eating Dogs                                                                       | 18 décembre 2012 | Format numérique | Christopher Holmes     | -   | -   | 21  | 23  | -   | -   | -   | -   | -   | -   |
| "-" indique que l'album ne s'est pas classé ; sur fond jaune (1) ; sur fond bleu (2-5) |                  |                  |                        |     |     |     |     |     |     |     |     |     |     |

### Albums live
Blink-182 a sorti jusqu'à présent un seul album live intitulé The Mark, Tom, and Travis Show (The Enema Strikes Back!). Enregistré les 4 et 5 novembre 1999 au Bill Graham Civic Auditorium de San Francisco et au Gibson Amphitheatre de Los Angeles lors de la tournée Loserkids Tour, il sort un an plus tard et contient des chansons extraites des trois premiers albums studio du groupe,,. L'album contient en plus une chanson en studio, Man Overboard, issue des sessions d'enregistrement de Enema of the State mais alors restée à l'état de démo,.
| Album live                                                                             | Date de sortie  | Format original | Réalisateur artistique | ALL | AUS | CAN | É-U | FRA | IRL | JAP | N-Z | R-U | SUI |
| -------------------------------------------------------------------------------------- | --------------- | --------------- | ---------------------- | --- | --- | --- | --- | --- | --- | --- | --- | --- | --- |
| The Mark, Tom, and Travis Show                                                         | 7 novembre 2000 | CD, cassette    | Jerry Finn             | 43  | 6   | 4   | 8   | 59  | -   | 77  | 10  | -   | 36  |
| "-" indique que l'album ne s'est pas classé ; sur fond jaune (1) ; sur fond bleu (2-5) |                 |                 |                        |     |     |     |     |     |     |     |     |     |     |

### Compilations
Il existe deux compilations de Blink-182. La première sort en 2005 à la suite de la séparation du groupe. Elle reprend chronologiquement la quasi-totalité des singles du groupe, auxquels s'ajoutent Not Now, issue des sessions d'enregistrements de Blink-182 et qui fait office de single, et Another Girl, Another Planet, une reprise du groupe britannique The Only Ones. La deuxième compilation, Icon, fait partie de la série du même nom lancée par Universal Music Group, qui rassemble les meilleurs titres des « artistes majeurs du rock, de la pop, du R&B et de la country ». Icon contient les onze singles principaux du groupe, mais il est noté lors de sa sortie que cette compilation n'est pas aussi exclusive que la précédente, avec aucun inédit ajouté.
| Compilation                                                                            | Date de sortie  | Format original      | ALL | AUS | CAN | É-U | FRA | IRL | JAP | N-Z | R-U | SUI |
| -------------------------------------------------------------------------------------- | --------------- | -------------------- | --- | --- | --- | --- | --- | --- | --- | --- | --- | --- |
| Greatest Hits                                                                          | 31 octobre 2005 | CD, format numérique | 26  | 4   | 3   | 6   | -   | 22  | 29  | 23  | 6   | 45  |
| Icon                                                                                   | 19 mars 2013    | CD, format numérique | -   | -   | -   | -   | -   | -   | -   | -   | -   | -   |
| "-" indique que l'album ne s'est pas classé ; sur fond jaune (1) ; sur fond bleu (2-5) |                 |                      |     |     |     |     |     |     |     |     |     |     |

## Chansons

### Singles
| Wasting Time                                                                             | 28 juin 1996      | CD                       | Cheshire Cat                   | -  | -  | -  | -   |
| Lemmings                                                                                 | 1996              | Vinyle 7"                |                                | -  | -  | -  | -   |
| Dammit                                                                                   | 23 septembre 1997 | CD                       | Dude Ranch                     | 34 | -  | 11 | -   |
| Apple Shampoo                                                                            | 7 octobre 1997    | CD                       | Dude Ranch                     | -  | -  | -  | -   |
| Dick Lips                                                                                | 28 février 1998   | CD                       | Dude Ranch                     | -  | -  | -  | -   |
| Josie                                                                                    | 17 novembre 1998  | CD                       | Dude Ranch                     | 31 | -  | -  | -   |
| What's My Age Again?                                                                     | 4 novembre 1999   | CD                       | Enema of the State             | 42 | 58 | 2  | 17  |
| All the Small Things                                                                     | 18 janvier 2000   | CD, cassette             | Enema of the State             | 8  | 6  | 1  | 2   |
| Adam's Song                                                                              | 5 septembre 2000  | CD                       | Enema of the State             | -  | -  | 2  | -   |
| Man Overboard                                                                            | 29 octobre 2000   | CD                       | The Mark, Tom, and Travis Show | 40 | -  | 2  | -   |
| The Rock Show                                                                            | 15 juin 2001      | CD                       | Take Off Your Pants and Jacket | 34 | 71 | 2  | 14  |
| First Date                                                                               | 8 octobre 2001    | CD, vinyle 7"            | Take Off Your Pants and Jacket | 50 | -  | 6  | 31  |
| Stay Together for the Kids                                                               | 19 février 2002   | CD                       | Take Off Your Pants and Jacket | -  | -  | 7  | 117 |
| I Won't Be Home for Christmas                                                            | 16 octobre 2002   | CD                       |                                | -  | -  | -  | -   |
| Feeling This                                                                             | 2 octobre 2003    | CD, vinyle 7", numérique | Blink-182                      | 20 | -  | 2  | 15  |
| I Miss You                                                                               | 9 février 2004    | CD, vinyle 7", numérique | Blink-182                      | 13 | 42 | 1  | 8   |
| Down                                                                                     | 22 juin 2004      | CD, vinyle 7", numérique | Blink-182                      | 35 | -  | 10 | 24  |
| Always                                                                                   | 1er novembre 2004 | CD, vinyle 7", numérique | Blink-182                      | 45 | -  | 39 | 36  |
| Not Now                                                                                  | 28 novembre 2005  | CD, vinyle 7", numérique | Greatest Hits                  | -  | -  | 18 | 30  |
| Up All Night                                                                             | 14 juillet 2011   | Format numérique         | Neighborhoods                  | 30 | 65 | 3  | 48  |
| After Midnight                                                                           | 6 septembre 2011  | Format numérique         | Neighborhoods                  | -  | 88 | 7  | -   |
| Wishing Well                                                                             | 22 novembre 2011  | Format numérique         | Neighborhoods                  | -  | -  | -  | -   |
| "-" indique que le single ne s'est pas classé ; sur fond jaune (1) ; sur fond bleu (2-5) |                   |                          |                                |    |    |    |     |

### Singles promotionnels
La plupart des singles de Blink-182 ont été édités sous forme de single promotionnel. Seules deux chansons existent sous ce format sans avoir été mises en ventes. La première est M+M's, le premier single du groupe, préférée à Wasting Time pour promouvoir la sortie de Cheshire Cat, leur premier album. La deuxième est la version live de Dumpweed contenue sur l'album live The Mark, Tom, and Travis Show (The Enema Strikes Back!).
| Single          | Date de sortie | Album                          |
| --------------- | -------------- | ------------------------------ |
| M+M's           | 1995           | Cheshire Cat                   |
| Dumpweed (live) | 2000           | The Mark, Tom, and Travis Show |

### Clips vidéo
| Chanson                    | Année | Réalisateur                   |
| -------------------------- | ----- | ----------------------------- |
| M+M's                      | 1995  | Darren Doane (en), Ken Daurio |
| Dammit                     | 1997  | Darren Doane (en), Ken Daurio |
| Josie                      | 1998  | Darren Doane (en), Ken Daurio |
| What's My Age Again?       | 1999  | Marcos Siega                  |
| All the Small Things       | 1999  | Marcos Siega                  |
| Adam's Song                | 2000  | Liz Friedlander               |
| Man Overboard              | 2000  | Marcos Siega                  |
| The Rock Show              | 2001  | The Malloys (en)              |
| First Date                 | 2001  | The Malloys (en)              |
| Stay Together for the Kids | 2002  | Samuel Bayer                  |
| Anthem Part Two            | 2002  | Virgil Thompson               |
| Feeling This               | 2003  | David LaChapelle              |
| I Miss You                 | 2004  | Jonas Åkerlund                |
| Down                       | 2004  | Esteban Orial                 |
| Always                     | 2004  | Joseph Kahn                   |
| Not Now                    | 2005  | Estevan Orial                 |
| Up All Night               | 2011  | Isaac Rentz                   |
| Heart's All Gone           | 2011  | Jason Bergh                   |
| Wishing Well               | 2011  | Haven Lamoureux               |
| After Midnight             | 2011  | Isaac Rentz                   |

## Démos
| Démo       | Date de sortie   | Format original |
| ---------- | ---------------- | --------------- |
| Flyswatter | Mai 1993         | cassette        |
| Demo #2    | 1993             | cassette        |
| Buddha     | 1er janvier 1994 | cassette        |

## Filmographie
| Année | Titre                                                  | Label        |
| ----- | ------------------------------------------------------ | ------------ |
| 2000  | The Urethra Chronicles                                 | MCA          |
| 2002  | The Urethra Chronicles II: Harder Faster Faster Harder | MCA          |
| 2003  | Riding in Vans With Boys                               | Resting Bird |
| 2005  | Greatest Hits                                          | Geffen       |